# Красноярка (Усть-Пристанський район)
Красноя́рка (рос. Красноярка) — село у складі Усть-Пристанського району Алтайського краю, Росія. Адміністративний центр Красноярської сільської ради.

## Населення
Населення — 752 особи (2010; 980 у 2002).
Національний склад (станом на 2002 рік):
- росіяни — 90 %